# Athyrium quaesitum
Athyrium quaesitum är en majbräkenväxtart som beskrevs av Kurata. Athyrium quaesitum ingår i släktet Athyrium och familjen Athyriaceae. Inga underarter finns listade.